# Cantón Quinindé
El cantón Quinindé es una entidad territorial subnacional ecuatoriana, de la Provincia de Esmeraldas. Se ubica en la Región Costa. Su cabecera cantonal es la ciudad de Rosa Zárate, lugar donde se agrupa gran parte de su población total. De los 150.000 habitantes alrededor de 63.000 constituyen la población de votantes, con poca variación en los últimos años, la mayoría se encuentra en la zona urbana, que conforma una buena parte del total de la población.

## Organización territorial
La ciudad y el cantón Quinindé, al igual que las demás localidades ecuatorianas, se rige por una municipalidad según lo estipulado en la Constitución Política Nacional. La Municipalidad de Quinindé es una entidad de gobierno seccional que administra el cantón de forma autónoma al gobierno central. La municipalidad está organizada por la separación de poderes de carácter ejecutivo representado por el alcalde, y otro de carácter legislativo conformado por los miembros del concejo cantonal. El Alcalde es la máxima autoridad administrativa y política del Cantón Quinindé. Es la cabeza del cabildo y representante del Municipio.
El cantón se divide en parroquias que pueden ser urbanas o rurales y son representadas por las Juntas Parroquiales ante el Municipio de Quinindé.

## Historia
La Parroquia Rosa Zárate fue fundada en octubre de 1916, gracias a la gestión del capitán don Simón Plata Torres. La parroquia Rosa Zárate, desde sus inicios con las pocas familias de ese entonces, se constituyó en un pueblo de pequeños agricultores, luego con el incremento poblacional, fue un paso obligado para ir a la ciudad de Esmeraldas por el río Esmeraldas. Recién en 1953, la palma africana aparece en el Ecuador con una plantación de 50 hectáreas, no como cultivo comercial sino más bien con el propósito de observar su adaptación a las condiciones ecológicas ecuatorianas.
En Quinindé el Sr. Scot de origen norteamericano, empezó a sembrar palma africana, en el sector de La Concordia, luego lo hicieron: Antonio Granda Centeno, Pier Herk y Carlos Becdach. Comercialmente, el cultivo despega, alrededor de 1962 y su máxima expansión ocurre a partir de 1970, cuando se siembran alrededor de 2500 hectáreas.
El adelanto que venía cobrando, obligó a gestionar la cantonización, para cuyo efecto mediante una gran asamblea, se organizó el comité procantonización, quien se empeñó en reunir todos los requisitos exigidos por la ley a efecto de conseguir su cometido.
Se cantonizó conjuntamente con el Cantón Santo Domingo (Provincia del mismo nombre) y el cantón El Carmen (Provincia de Manabí). La cantonización tuvo lugar en la Asamblea Constituyente de 1967, el 8 de junio y se publicó en el Registro oficial, el 3 de julio del mismo año, mediante el decreto ejecutivo No 112 siendo primer presidente del consejo el Sr. Ángel Intriago Pazmiño. Se nombró como parroquias Rosa Zárate, Cube, Chura y Malimpia, cabe anotar que en la actualidad el Cantón cuenta con seis parroquias, incluyendo las de Viche y la recientemente creada de La Unión de Quinindé.
El 1 de febrero de 1972, capitales transnacionales compran las haciendas bananeras de la Compañía bananera "Astral", ubicadas en el 200 y forman las empresas Tatiana y Palmeras de los Andes, que eran la misma cosa y siembran palma africana e instalan una planta. extractora de aceite.
En 1983, Don Jorge Dávalos se reúne con los señores: Femando Morlas, Jacobo Moya, Henry Banmorcela y el general Américo Álava para formara la empresa Agroindustrias Quinindé Sociedad Anónima (AIQUISA); siguiendo este ejemplo, en 1993 se reúnen 100 emprendedores caballeros y forman una nueva extractora de aceite de palma africana: PALCIEN. Estas tres empresas quinindeñas dieron lugar al florecimiento de una nueva primavera económica, que aleja a nuestro Cantón del monopolio y diversifica su producción agrícola y pecuaria.
Quinindé, fue una gran proveedora de banano, café, cacao, en la actualidad, además de estos productos tradicionales, el cantón es el primero en la producción de palma africana y recursos forestales. Por lo que atrajo a mucha gente agricultora, principalmente de Loja y gran parte de la sierra.

## Política
Territorialmente, la ciudad de Rosa Zárate está organizada en una sola parroquia urbana, mientras que existen 5 parroquias rurales con las que complementa el aérea total del Cantón Quinindé. El término "parroquia" es usado en el Ecuador para referirse a territorios dentro de la división administrativa municipal.
La ciudad de Rosa Zárate y el cantón Quinindé, al igual que las demás localidades ecuatorianas, se rige por una municipalidad según lo previsto en la Constitución de la República. El Gobierno Autónomo Descentralizado Municipal de Quinindé, es una entidad de gobierno seccional que administra el cantón de forma autónoma al gobierno central. La municipalidad está organizada por la separación de poderes de carácter ejecutivo representado por el alcalde, y otro de carácter legislativo conformado por los miembros del concejo cantonal.
La Municipalidad de Quinindé, se rige principalmente sobre la base de lo estipulado en los artículos 253 y 264 de la Constitución Política de la República y en la Ley de Régimen Municipal en sus artículos 1 y 16, que establece la autonomía funcional, económica y administrativa de la Entidad.

### Alcaldía
El poder ejecutivo de la ciudad es desempeñado por un ciudadano con título de Alcalde del Cantón Quinindé, el cual es elegido por sufragio directo en una sola vuelta electoral sin fórmulas, o binomios en las elecciones municipales. El vicealcalde no es elegido de la misma manera, ya que una vez instalado el Concejo Cantonal se elegirá entre los ediles un encargado para aquel cargo. El alcalde y el vicealcalde duran cuatro años en sus funciones, y en el caso del alcalde, tiene la opción de reelección inmediata o sucesiva. El alcalde es el máximo representante de la municipalidad y tiene voto dirimente en el concejo cantonal, mientras que el vicealcalde realiza las funciones del alcalde de modo suplente mientras no pueda ejercer sus funciones el alcalde titular.
El alcalde cuenta con su propio gabinete de administración municipal mediante múltiples direcciones de nivel de asesoría, de apoyo y operativo. Los encargados de aquellas direcciones municipales son designados por el propio alcalde. Actualmente, el alcalde de Quinindé es Ronal Moreno, elegido para el periodo 2023 - 2027.

### Concejo cantonal
El poder legislativo de la ciudad es ejercido por el Concejo Cantonal de Quinindé el cual es un pequeño parlamento unicameral que se constituye al igual que en los demás cantones mediante la disposición del artículo 253 de la Constitución Política Nacional. De acuerdo a lo establecido en la ley, la cantidad de miembros del concejo representa proporcionalmente a la población del cantón.
Quinindé posee 9 concejales, los cuales son elegidos mediante sufragio (Sistema D'Hondt) y duran en sus funciones cuatro años pudiendo ser reelegidos indefinidamente. De los nueve ediles, 5 representan a la población urbana mientras que 4 representan a las 5 parroquias rurales. El alcalde y el vicealcalde presiden el concejo en sus sesiones. Al recién instalarse el concejo cantonal por primera vez los miembros eligen de entre ellos un designado para el cargo de vicealcalde de la ciudad.

## Himno y bandera
La letra del Himno pertenece a Erasmo Ramírez Calderón y la música a Don Tácito Ortiz Urriola.
Coro
Salve Quinindé, noble y pujante,
Salve a ti vigoroso Cantón,
que tu norte esté siempre adelante
por la Patria con fe y corazón. 
I
Tierra verde por ser de Esmeraldas
es emblema de fuerza y valor,
tierra fértil, fecunda y altiva
es orgullo de nuestro Ecuador.
II
Quinindé, que tu nombre palpite
desde el uno al otro confín
y a tus hijos la sangre se agite
al calor del trabajo viril.
III
No permitas jamás que tu suelo
se hollado por torva ambición,
preferible tu muerte en la lucha
demandando justicia y razón.
IV
Que tu grito de lucha retumbe
cual rugido de fuerte león,
y tus campos se tiñan de sangre
defendiendo tu jurisdicción.
La bandera consta de dos franjas. Una de color verde que simboliza la riqueza de la zona, con cinco estrellas de color blanco que forma un arco que representan a las cinco parroquias; y una franja de color blanco que simboliza el límpido cielo que cobija a la zona.

## Turismo y cultura
La ciudad se encuentra con una creciente reputación como destino turístico, por su ubicación en plena selva del Chocó biogeográfico. A través de los años, Rosa Zárate ha incrementado notablemente su oferta turística; actualmente, el índice turístico creció gracias a la campaña turística emprendida por el gobierno nacional, "All you need is Ecuador". El turismo de la ciudad se enfoca en su belleza natural. En cuanto al turismo ecológico, la urbe cuenta con espaciosas áreas verdes, y la mayoría de los bosques y atractivos cercanos están bajo su jurisdicción.
El turismo de la ciudad se relaciona íntimamente con el resto del cantón; el principal atractivo del cantón es la naturaleza, dotada de una alta biodiversidad, en una variedad de ecosistemas que se extienden en una zona con un alto índice de especies endémicas, considerada por científicos ambientales como laboratorio para la investigación genética mundial. A través de los años ha continuado con su tradición comercial, y actualmente en un proceso fundamentalmente económico, apuesta al turismo, reflejándose en los cambios en el ornato de la ciudad.
Inquietante y curioso es disfrutar de la diversidad del ecosistema natural, encontrada en la zona a través de las Reservas Ecológicas: MacheChindul y Cotacachi-Cayapas, los Bosques Tropicales Montañosos del Valle del Sade y la extensa zona Río Canandé, bordeando los cuerpos de agua dulce llena de flora, fauna y aventura.
Sin duda alguna recorrer en canoa, los brazos que alimentan al río Esmeraldas que nace desde el sector de "La Puntilla", se descubren tejiendo celosamente enigmas, leyendas y encantos; combinándose con formaciones rocosas de origen volcánico petrificadas, escondidas en la naturaleza y descubiertas por sus habitantes.

### Dos comunidades
Tierra privilegiada por dos pueblos culturales y autóctonos, de una raza viviente, asentada por migraciones forzosas, desde sus inicios coloniales, y que a través de los años han ayudado al desarrollo y crecimiento del pueblo quinindeño, como son: la Nacionalidad Chachi y la Comunidad Afro.
Con su ritmo contagioso al son de los tambores, cununo, guasa, maracas y marimba, heredada por sus ancestros que impusieron esta música típica como símbolo provincial repartida en su cultura acompañado de bailarines que cautivan la mirada de propios y extraños.

### Gastronomía
Diversos son los platos típicos de nuestra gente: el encocao, tapao, rellena, bollos, caldo de manguera (rellenas), chucula de chontilla, chonta y maduro, casabe de guineo, fruta de pan, pipas heladas y las deliciosas cocadas negras y blancas; acompañados con una variedad de jugos de frutas como: guanábana, borojó, arazá y maracuyá, badea.
Entre las carnes y mariscos predilectos para la preparación de estos platos contamos con: la guaña, camarón de río, tilapia, cangrejo, gallina criolla, guanta (peligro de extinción); combinado con: plátano, coco, maní, maduro, albahaca, chillangua y orégano forman las combinaciones perfectas a la hora de preparar estas delicias.

## Transporte
Quinindé cuenta con 2 buses de color azul, que utiliza la mayoría de la población para su transporte diario, y 1 taxi para situaciones de emergencia hospitalarias, jurídicas, o transitarias.

#### Avenidas importantes[editar código · editar]
- 5 de agosto
- 6 de diciembre
- Jimmi Anchico
- Nueva Jerusalem
- 3 de julio

## Deporte
La Liga Deportiva Cantonal de Quinindé es el organismo rector del deporte en todo el Cantón Quinindé y por ende en la urbe se ejerce su autoridad de control. El deporte más popular en la ciudad, al igual que en todo el país, es el fútbol, siendo el deporte con mayor convocatoria. Actualmente existen cuatro equipos de fútbol de la ciudad, activos en la Asociación de Fútbol No Amateur de Esmeraldas, que participa en el Campeonato Provincial de Segunda Categoría de Esmeraldas. Al ser una localidad pequeña en la época de las fundaciones de los grandes equipos del país, Rosa Zárate carece de un equipo simbólico de la ciudad, por lo que sus habitantes son aficionados en su mayoría de los clubes guayaquileños: Barcelona Sporting Club y Club Sport Emelec.
El principal recinto deportivo para la práctica del fútbol es el Estadio Pascual Mina. Fue inaugurado en 1993, y es usado mayoritariamente para la práctica del fútbol, ya que los clubes quinindeños como el Brasilia, Quinindé S.C., Atlético Quinindé y la Unión Deportiva Juvenil hacen de locales en este escenario deportivo. Tiene capacidad para 4.000 espectadores. El estadio es sede de distintos eventos deportivos a nivel local, así como es escenario para varios eventos de tipo cultural, especialmente conciertos musicales (que también se realizan en el Coliseo Vicente Olivo de Quinindé).

## Parroquia Urbana
- Rosa Zárate

## Parroquias Rurales
- Chura
- Cube
- La Unión
- Malimpia
- Viche
- La independencia